# Michel De Groote
Michel De Groote (ur. 18 października 1955 w Watermael-Boitsfort) – belgijski piłkarz grający na pozycji lewego obrońcy. Był reprezentantem Belgii.

## Kariera klubowa
Swoją karierę piłkarską De Groote rozpoczynał w juniorach klubów R Ruisbroek FC (do 1970) i RSC Anderlecht (1970-1975). W sezonie 1975/1976 zadebiutował w barwach Anderlechtu w pierwszej lidze belgijskiej. W debiutanckim sezonie wywalczył z nim wicemistrzostwo Belgii oraz zdobył Puchar Belgii. Sięgnął też z Anderlechtem po Puchar Zdobywców Pucharów (nie wystąpił w zwycięskim 4:2 finale z West Ham United). W sezonie 1976/1977 zdobył z Anderlechtem Superpuchar Europy (wystąpił w obu meczach z Bayernem Monachium, przegranym 1:2 i wygranym 4:1). Następnie wywalczył z Anderlechtem kolejne wicemistrzostwo i ponownie dotarł do finału Pucharu Zdobywców Pucharów, tym razem przegranym 0:2 z Hamburgerem SV (De Groote nie zagrał w tym spotkaniu).
W 1977 roku De Groote odszedł do RFC Liège. Występował w nim przez dwa sezony, do końca sezonu 1978/1979.
Latem 1979 De Groote wrócił do Anderlechtu. Grał w nim do 1989 roku. W tym okresie wywalczył cztery tytuły mistrza Belgii w sezonach 1980/1981, 1984/1985, 1985/1986 i 1986/1987 oraz cztery wicemistrzostwa Belgii w sezonach 1981/1982, 1982/1983, 1983/1984 i 1988/1989. Zdobył też dwa Puchary Belgii w sezonach 1987/1988 i 1988/1989, Puchar UEFA w sezonie 1982/1983 (wystąpił w finałach z Benfiką, wygranym 1:0 i zremisowanym 1:1). W sezonie 1983/1984 również grał w finałach Pucharu UEFA z Tottenhamem (1:1, 1:1 k. 3:4).
Latem 1989 De Groote przeszedł do KAA Gent, w którym występował przez 3 lata. W sezonie 1992/1993 był piłkarzem trzecioligowego Aveniru Lembeek, w którym zakończył karierę.
| Sezon   | Klub           | Kraj   | Rozgrywki     | Mecze | Gole |
| ------- | -------------- | ------ | ------------- | ----- | ---- |
| 1975/76 | RSC Anderlecht | Belgia | Eerste klasse | 26    | 2    |
| 1976/77 | RSC Anderlecht | Belgia | Eerste klasse | 14    | 2    |
| 1977/78 | RFC Liège      | Belgia | Eerste klasse | ?     | ?    |
| 1978/79 | RFC Liège      | Belgia | Eerste klasse | 29    | 2    |
| 1979/80 | RSC Anderlecht | Belgia | Eerste klasse | 30    | 3    |
| 1980/81 | RSC Anderlecht | Belgia | Eerste klasse | 33    | 6    |
| 1981/82 | RSC Anderlecht | Belgia | Eerste klasse | 27    | 0    |
| 1982/83 | RSC Anderlecht | Belgia | Eerste klasse | 30    | 1    |
| 1983/84 | RSC Anderlecht | Belgia | Eerste klasse | 28    | 5    |
| 1984/85 | RSC Anderlecht | Belgia | Eerste klasse | 17    | 1    |
| 1985/86 | RSC Anderlecht | Belgia | Eerste klasse | 16    | 2    |
| 1986/87 | RSC Anderlecht | Belgia | Eerste klasse | 19    | 2    |
| 1987/88 | RSC Anderlecht | Belgia | Eerste klasse | 31    | 2    |
| 1988/89 | RSC Anderlecht | Belgia | Eerste klasse | 23    | 1    |
| 1989/90 | KAA Gent       | Belgia | Eerste klasse | 28    | 0    |
| 1990/91 | KAA Gent       | Belgia | Eerste klasse | 33    | 0    |
| 1991/92 | KAA Gent       | Belgia | Eerste klasse | 18    | 0    |
| 1992/93 | Avenir Lembeek | Belgia | Derde klasse  | ?     | ?    |

## Kariera reprezentacyjna
W reprezentacji Belgii De Groote zadebiutował 30 marca 1983 w wygranym 2:1 meczu eliminacji do Euro 84 z NRD, rozegranym w Lipsku. Grał też w eliminacjach do MŚ 1986. Od 1983 do 1984 rozegrał w kadrze narodowej 4 mecze.